# Ankylosaurus
Ankylosaurus ("spojeni gušter") bio je rod ankilosaurida koji je sadržavao samo jednu vrstu, Ankylosaurus magniventris. Fosili Ankylosaurusa pronađeni su u geološkim formacijama iz samog kraja razdoblja krede, prije 66,5 do 65,5 milijuna godina) koje se nalaze na zapadu Sjeverne Amerike.
Iako nije otkriven potpuni kostur, a neki su drugi ankilosauridi poznati iz potpunijih ostataka, Ankylosaurus se obično smatra arhetipnim oklopljenim dinosaurom. Dijelio je svoje osobine - oklopljeno tijelo s masivnom koštanom toljagom na repu - s ostalim ankilosauridima, ali je ipak bio najveći pripadnik te porodice.

## Paleobiologija
U odnosu na današnje kopnene životinje, odrasli je Ankylosaurus bio vrlo velik. Neki su znanstvenici procijenili njegovu duljinu na 9 metara. Prema jednoj drugoj rekonstrukciji, dužina mu je bila znatno manja, tek 6,25 m, širina do 1,5 m, a visina u kukovlju oko 1,7 m. Moguće je da je Ankylosaurus težio preko 6000 kg, što ga čini jednim od najtežih otkrivenih oklopljenih dinosaura. Trup mu je bio širok i nizak. Bio je četveronožac s duljim stražnjim udovima od prednjih. Iako još nisu pronađena njegova stopala, usporedbe s ostalim ankilosauridima ukazuju na to da je Ankylosaurus vjerojatno imao pet prstiju na svakom stopalu. Lubanja je bila niska i trokutnog oblika, veće širine od duljine. Najveća pronađena lubanja imala je dužinu od 64,5 cm i širinu od 74,5 cm, no mozak je bio malen. Kao i ostali ankilosauri, Ankylosaurus je bio biljojed s malenim zubima vretenastog oblika, prilagođenim trganju vegetacije. Ti su zubi, u odnosu na veličinu tijela, bili manji nego kod i jednog drugog ankilosaurida.
Ankylosaurus nije imao vrste zuba kakve su imali ceratopsidi i hadrosauridi iz tog vremena, što znači da je hranu vrlo malo žvakao. Kosti lubanje i drugih dijelova tijela bile su spojene, što im je povećavalo čvrstoću trupa i sužilo kao obrana od grabežljivaca.

### Oklop
Najupadljivija osobina Ankylosaurusa bio je oklop, koji se sastojao od velikih koštanih kvrga i ploča, poznatih kao osteodermi, koji su se nalazili u koži, pa čak i na očnim kapcima. Osteodermi se također mogu naći u koži krokodila, pasanaca i nekih guštera. Preko kosti vjerojatno se nalazio čvrst sloj keratina. Osteodermi su se uvelike razlikovali u veličini, od širokih, ravnih ploča do malenih, okruglih kvržica. Ploče su bile raspoređene u vodoravnim redovima duž vrata, leđa i kukovlja životinje, a mnoge manje kvržice štitile su prostor između većih ploča. Malene su se ploče možda nalazile i na udovima i repu. U odnosu na primitivnijeg ankilosaurida Euoplocephalusa, ploče kod Ankylosaurusa bile su glatke, bez visokih grebena kao na oklopu nodosaurida Edmontonia. Moguće je da se bočno sa svake strane repa nalazio red ravnih, trokutnih bodlji. Čvrste, okrugle ljuske štitile su gornji dio lubanje, a četiri velika piramidalna roga stršila su prema van sa stražnjih kutova lubanje.

### Toljaga
Karakteristična repna toljaga Ankylosaurusa sastojala se od nekoliko velikih osteoderma, koji su bili spojeni s nekoliko zadnjih repnih kralježaka. Bila je teška i podržavalo ju je sedam stražnjih repnih kralježaka, koji su bili isprepleteni i formirali ukočen "prut" koji je podržavao toljagu. Očuvane su debele tetive koje su spajale nosive kralješke. Ove su tetive bile djelomično okoštale i nisu bile savitljive pa se tako velika sila prenosila na kraj repa kada bi Ankylosaurus njime zamahnuo. Izgleda da je to bilo aktivno obrambeno oružje zbog čije se sile udara napadaču mogle puknuti kosti. Jedno istraživanje iz 2009. pokazalo je da su "velike kvrge na repu mogle stvoriti silu dovoljnu za lomljenje kostiju pri udaru, ali srednje velike i malene to nisu mogle" i da su "ankilosauridi mogli na taj način koristiti rep, ali nije poznato da li su ga koristili u obrani, u borbi ili u obje svrhe". Neki su znanstvenici pretpostavili da je toljaga, zbog izgleda sličnog glavi, mogla služiti kao mamac koji bi odvukao neprijateljevu pažnju od glave, ali ta pretpostavka se danas većinom ne prihvaća.

### Stanište
Ankylosaurus magniventris je živio prije 66,5 do 65,5 milijuna godina, tijekom posljednjeg perioda kasne krede (Maastrichtij), i bio je među posljednjim dinosaurima koji su se razvili prije K-T izumiranja. Nomenklaturalni tip pronađen je u formaciji Hell Creek u Montani, a ostali primjerci pronađeni su u formaciji Lance (Wyoming) i formaciji Scollard (Alberta, Kanada) i svi potječu iz kraja krede.
Formacije Lance, Hell Creek i Scollard predstavljaju različite dijelove zapadne obale Zapadnog unutarnjeg morskog prolaza koji je tijekom krede dijelio Sjevernu Ameriku na zapadni i istočni dio. One predstavljaju široku obalu mora koja se prostirala od morskog prolaza zapadno do novonastalog Stjenjaka. Te su formacije većinom činile pješčare i muljnjaci, povezani sa staništem tipa naplavnih ravnica. Hell Creek je najbolje istražena formacija. U vrijeme Ankylosaurusa prevladavala je topla i vlažna suptropska klima, što je odgovaralo mnogim biljnim vrstama, pretežno kritosjemenjačama, a četinjače,paprati i cikasi bili su rjeđi. Velika količina fosiliziranog lišća pokazuje da je prevladavalo nisko drveće. Ankylosaurus je živio uz dinosaure kao što su ceratopsidi Triceratops i Torosaurus, hipsilofodont Thescelosaurus, hadrosaurid Edmontosaurus, nodosaurid Edmontonia, Pachycephalosaurus i teropodi Ornithomimus, Troodon i Tyrannosaurus.
Fosili Ankylosaurusa su u tim sedimentima prilično rijetki u odnosu na Edmontosaurusa i vrlo često Triceratopsa, te čine većinu faune biljojeda. U istim formacijama pronađen je još jedan ankilosaur, Edmontonia. Međutim, izgleda da su Ankylosaurus i Edmontonia i geografski i ekološki bili odvojeni. Ankylosaurus je imao široku njušku, možda prilagođenu neselektivnoj ispaši, što bi ga ograničilo na gorske regije, dalje od obale, dok je Edmontonia imala užu njušku, što ukazuje na selektivniju ishranu i izgleda da je živjela na manjim nadmorskim visinama, bliže obali.

## Klasifikacija
Ankylosaurus je proglašennomenklaturalnim rodom porodice Ankylosauridae. Ankilosauridi su pripadnici većeg taksona Ankylosauria, koji obuhvaća i nodosauride. Filogenija ankilosaura je sporna tema, s nekoliko međusobno proturječnih analiza predstavljenih u posljednjih nekoliko godina, pa je točna pozicija Ankylosaurusa unutar Ankylosauridae nepoznata. Ankylosaurus i Euoplocephalus se često smatraju sestrinskim taksonima. Međutim, u drugim analizama zaključeno je da ti rodovi imaju različite pozicije. Daljnja istraživanja i otkrića možda će doprinijeti razjašnjavanju situacije.

## Otkriće
Barnum Brown, američki paleontolog, 1908. godine je dao naziv rodu Ankylosaurus. Naziv roda potječe od grčkog αγκυλος/ankulos ("zakrivljen") i σαυρος/sauros ("gušter"). Brown je namjeravao da se taj naziv shvaća u istom smislu kao i medicinski termin ankiloza kako bi ukazao na ukočenost koju je stvaralo srastanje mnogih kostiju na lubanji i tijelu, pa se naziv roda često prevodi kao "ukočeni gušter". Nomenklaturalna vrsta je A. magniventris, od latinskog magnus ("veliki") i venter ("trbuh"), što se odnosi na veliku širinu tijela te životinje.
Tim kojeg je vodio Brown otkrio je nomenklaturalni tip vrsteA. magniventrisa (AMNH 5895) u formaciji Hell Creek u Montani 1906. godine. Primjerak se sastojao od vrha lubanje, kralježaka, rebara, dijela ramenog pojasa i oklopa. Šest godina ranije, Brown je pronašao kostur velikog teropoda (AMNH 5866) u formaciji Lance u Wyomingu. Taj je primjerak je 1905. dobio naziv Dynamosaurus imperiosus, ali sada se smatra primjerkom vrste Tyrannosaurus rex. U vezi s primjerkom AMNH 5866 bilo je više od 75 osteoderma raznih veličina i za koje se smatralo da pripadaju Dynamosaurusu. Međutim, ti osteodermi su po obliku gotovo identični onima vrste A. magniventris i vjerojatno joj i pripadaju. Tijekom jedne ekspedicije u Alberti 1910. godine, Barnum Brown je pronašao svoj treći primjerak A. magniventrisa (AMNH 5214) u formaciji Scollard. Fosilni ostaci AMNH 5214 obuhvaćaju potpunu lubanju i prvupoznatu repnu toljagu, kao i rebra, kosti udova i oklop. Sva tri navedena primjerka sada se nalaze u American Museum of Natural History u New Yorku. Najveća poznata lubanja bila je NMC 8880, koju je pronašao Charles M. Sternberg pronašao u Alberti 1947. godine i sada se nalazi u Canadian Museum of Nature. Tijekom proteklih godina pronađeno je još mnogo izoliranih kostiju, dijelova oklopa i zuba.

## U popularnoj kulturi
Otkako je opisan 1908. godine, Ankylosaurus se prikazuje kao arhetipni oklopljeni dinosaur, a zbog svoje prepoznatljivosti i velikog interesiranja javnosti za dinosaure, već je dugo godina prisutan u popularnoj kulturi u cijelom svijetu. Rekonstrukcija Ankylosaurusa u prirodnoj veličini predstavljena prilikom Njujorškog svjetskog sajma 1964. godine znatno je doprinijela njegovoj popularnosti. Ankylosaurus je u japanskom kaiju filmu Godzilla Raids Again iz 1955. predstavljen kao predak mutiranog čudovišta Anguirusa. (Postoje mnoge varijacije kod izgovaranja i pisanja naziva čudovišta.) Anguirus se pojavio u sedam filmova s Godzillom između 1955. i 2004. godine. Anguirus je također prikazan u mnogim knjigama, TV emisijama i računalnim igrama.